# Mexichromis multituberculata
Mexichromis multituberculata (Baba, 1953) è un mollusco nudibranchio della famiglia Chromodorididae.

## Distribuzione e habitat
Osservato unicamente a Seto, Giappone e nell'Isola di Hainan e Hong Kong nel sud della Cina.